# Cenred (Wessex)
Cenred (auch Cænred, Coenred, Cœnred, Coinred; fl. um 670/676–705/717) war ein regulus (Kleinkönig) in Dorset im angelsächsischen Königreichs Wessex.

## Leben

Angelsächsische und britische Königreiche

Cenreds Vater war Ceolwald aus dem Haus Wessex. Cenred hatte vier Kinder: Die Söhne Ine, († 728 in Rom) und Ingild († 718) sowie die beiden Töchter Cwenburg und Cuthburg (fl. um 700–718; ⚭ Aldfrith, König von Northumbria, Äbtissin von Wimborne Abbey).
Nach der Angelsächsischen Chronik starb Cenwalh 672 und seine Witwe Seaxburg übernahm für ein Jahr die Herrschaft. Diese Darstellung scheint jedoch stark vereinfachend zu sein. Beda hingegen berichtete, dass das Reich zwischen den Unterkönigen aufgeteilt wurde. Es erscheint wahrscheinlich, dass nach Cenwalhs Tod die „starke Hand“ eines dominanten Königs fehlte und das Reich in dieser 10-jährigen Schwächephase in Unterreiche zerfiel, wenngleich Seaxburg zumindest der Anspruch auf eine Vormachtstellung zuerkannt wurde.
Cenred wurde zwar nicht in den westsächsischen Königslisten genannt, doch ist er als historischer König durch zeitgenössische Quellen belegt. Von ihm stammt die älteste erhaltene westsächsische Charta, die eine Landschenkung in Dorset an Abt Bectun (fl. 670/676) von Tisbury Abbey beurkundet. Auch als Centwine (676–685) und Caedwalla (685–688), mit denen Cenred weitläufig verwandt war, das Königreich unter ihrer Herrschaft wiedervereinigten, konnte er seine Stellung als subregulus (Unterkönig) behaupten. Als Caedwalla im Jahr 688 zurücktrat, wurde Cenreds Sohn Ine König von Wessex.
Im Jahr 692 übertrug der von Wessex abhängige Nothhelm (688/692–717/724) von Sussex umfangreiche Ländereien aus seinem persönlichen Besitz zur „Erlösung seiner Seele“ an seine Schwester Nothgyth, damit diese dort ein Kloster gründen konnte. Diese Urkunde wurde von Cenred, der den Titel Rex Westsaxonum (König der Westsachsen) führte, und seinem Sohn Ine, der keinen Titel angab, als Zeugen unterschrieben. Die Nennung Cenreds vor Ine, weist auf seine hohe Stellung, möglicherweise auf eine gleichberechtigte Mitherrschaft, hin.
Zwischen 688 und 694 schuf Ine ein Gesetzeswerk an dessen Entstehung Cenred maßgeblich beteiligt war. Eine Charta Ines aus dem Jahr 699 erwähnt Cenred als Stifter an Abingdon Abbey. Eine weitere Schenkung aus der Zeit zwischen 705 und 717 von 20 hidas an Bischof Eadberht von Selsey, mussten vom „Oberkönig“ Ine, dessen Vater Cenred und Watt (688/692-nach 700) gegengezeichnet werden. Cenreds Todesjahr ist unbekannt.
Die Rolle Cenreds bei Ines Aktionen in Kent (694) und den Feldzügen gegen den britischen König Geraint von Dumnonia (710), Mercia (716) und Cornwall (722) ist nicht überliefert.